# 44821 Амадора
44821 Амадора (1999 TZ236, 1998 SM35, 44821 Amadora) — астероїд головного поясу.
Тіссеранів параметр щодо Юпітера — 3,446.